# انتسو دالو
انتسو دالو (ایتالیایی: Enzo D'Alò؛ زادهٔ ۷ سپتامبر ۱۹۵۳) پویانما و کارگردان اهل ایتالیا است.
از فیلم‌های او می‌توان به پینوکیو و مومو اشاره کرد.
وی همچنین برندهٔ جوایزی همچون جشنواره فیلم ونیز شده‌است.